# Neolophonotus trilobius
Neolophonotus trilobius là một loài ruồi trong họ Asilidae. Neolophonotus trilobius được Londt miêu tả năm 1985. Loài này phân bố ở vùng nhiệt đới châu Phi.